# ريك فلوريان
ريك فلوريان (بالإنجليزية: Rick Florian)‏ هو مغني أمريكي، ولد في 10 أبريل 1962.